# 압둘 하크
압둘 하크(Abdul Haq, 1958년 4월 23일 ~ 2001년 10월 26일)는 아프가니스탄의 무자헤딘 지휘관이자 정치가이다. 그는 1980년대, 카불주에서 활동하던 무자헤딘 중 가장 유명하고 또한 영향력있는 야전지휘관 중 하나였다. 유니스 할리스의 아프가니스탄 이슬람당 소속이었다. 외교사절로서 여러차례 외국에 파견되었다. 특히 레이건 대통령이 무자헤딘에 대한 대규모의 군사원조를 결정한 것은 그가 설득했기 때문이라는 이야기도 있다.
1980년대 말, 소련군 철수에 관한 제네바 교섭시에 미 국무성에 조언을 하였다.
1992년 나지불라 정권 붕괴 후, 무자헤딘 정권의 내무장관이 되었으나 4일간 밖에 재임하지 않고 야전지휘관 일부를 오직으로 비난하며 사임했다. 공산주의자였던 라시드 도스툼과의 협력을 극력 반대했다.
1990년대 중반, 탈레반과의 협력을 거부하고 망명했다. 1998년 탈레반은 그에게 내무장관의 직위를 제안했다.
2001년 10월, 탈레반에게 저항하는 파슈툰족 세력을 재건하기 위해 미국의 원조 아래 수백명의 지지자와 함께 로가르주에 잠입했다. 잠입 이틀 후, 체포되어 처형되었다.
CIA 근동국 출신으로 아프간 공작에 오래 관여하고, 9/11 테러 이후 탈레반 정권 전복을 위해 북부동맹과의 공동전선 구축을 담당했던 Gary Shoroen에 따르면, 말년의 하크는 활동은 않고 입으로만 활동하는 경향이 강해, CIA 내부에서는 헐리우드 하크라는 비웃음을 샀다고 한다.